# Piers Gaveston

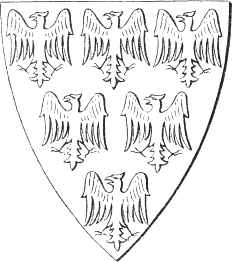
Gaveston címere

Piers Gaveston (1284 körül – Warwickshire, Warwick közelében, 1312. június 19.) vagy de Gavaston, Cornwall grófja (1307–1312), II. Edward angol király kegyence.

## Családja
Apja, Sir Arnaud de Gabaston (–1302) egy gascogne-i lovag, anyja Claramond de Marsan (–1287). 1307-ben vette nőül Margaret de Claret (1292–1342) – I. Edward (1239–1307) angol király unokáját –, akitől Amy Gaveston (1312–) nevű gyermeke született.

## A kegyenc
I. Edward udvarában nevelkedett, mint a trónörökös, Edward (1284–1327) fogadott fivére és pajtása. A határozott, tehetséges és nagyratörő Gaveston olyan erős hatással volt a fiatal Edwardra, hogy a király 1307-ben jobbnak látta száműzni Angliából. Ám amikor I. Edward néhány hónappal később meghalt, Gaveston hazatért, és II. Edward legfőbb tanácsadója lett. Az új király megtette kegyencét Cornwall grófjának, továbbá pénzt és földeket adományozott neki. Gaveston pedig tovább növelte vagyonát és hatalmi helyzetét, amikor feleségül vette Edward unokahúgát. A király 1308-as franciaországi távolléte alatt régensként uralkodott és még ugyanebben az év februárjában nagy szerepet játszott Edward megkoronázásában. Mindezek az események dühöt és irigységet keltettek a bárókban, és haragjukat csak fokozta, hogy Gaveston kiváló képességeivel kitűnt a lovagi tornákon, viselkedését pedig gőg és fennhéjázás jellemezte. Száműzetését követelték, s a király kénytelen volt Írországba küldeni őt, ahol kb. egy évig ténykedett mint kormányzó.

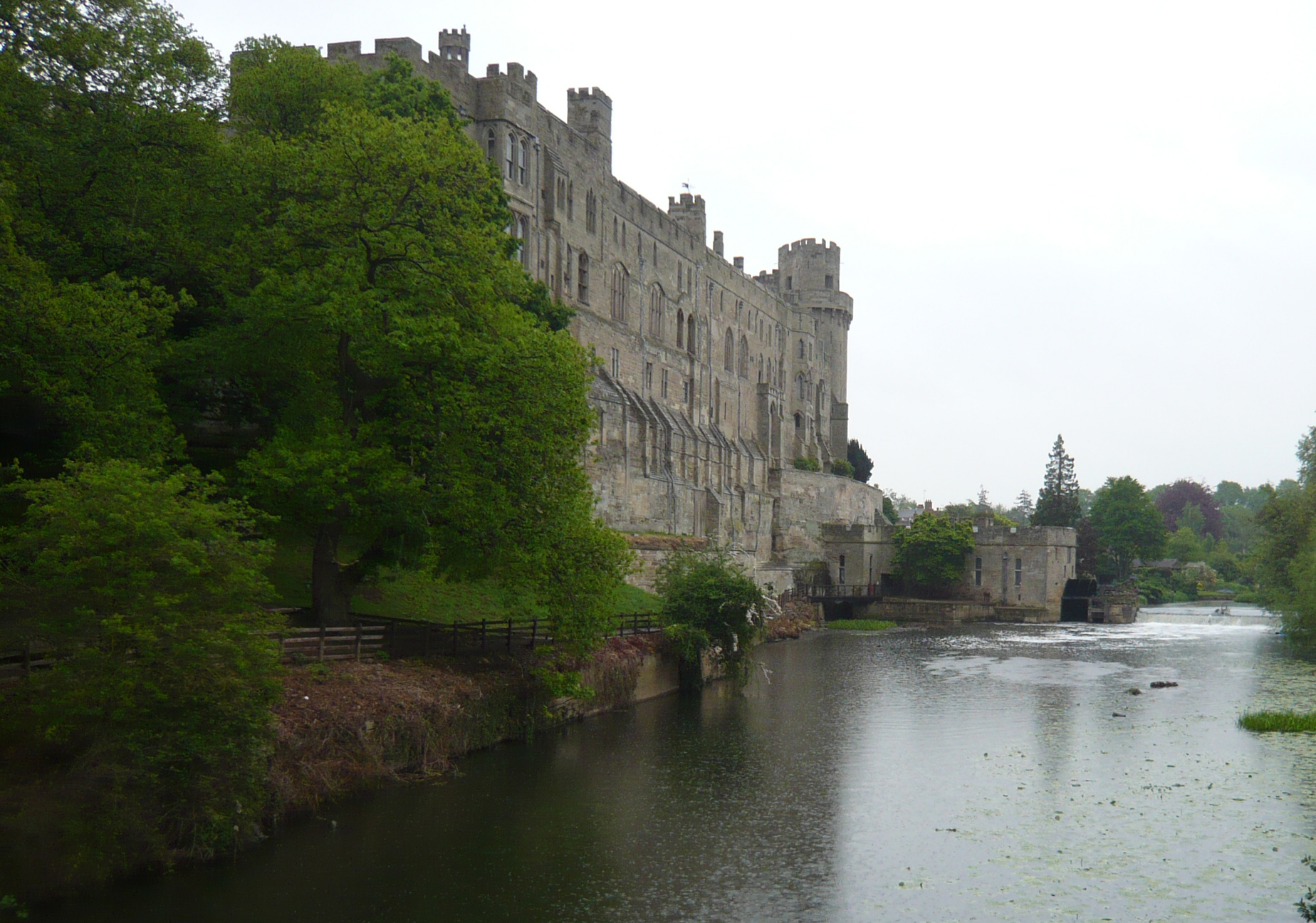
Warwick vára

## A bukás
Amikor II. Edward 1309 júliusában visszahívta – a bárók egy részének beleegyezésével –, Gaveston még a korábbinál is arcátlanabbá vált, s újra felpiszkálta a bárók irigységét. 1311-ben arra kényszerítették a királyt, hogy egyezzék bele egy 21 tagú kormányzó testület (az Ordainers) megválasztásába, és az általuk kiadott rendeletek tartalmazták többek között kegyencének (Gavestonnak) örökös száműzését is. Gaveston ekkor visszavonult Flandriába, ám 1311 végén titokban visszatért Angliába. Nemsokára II. Edward hivatalosan is visszafogadta kegyeibe, s visszahelyezte jogaiba. A bárók – válaszul – fegyvert ragadtak. A király ekkor sorsára hagyta Gavestont, aki 1312 májusában Scarborough-nál megadta magát Pembroke earljének, Aymer de Valence-nek (1275 k.–1324), aki az oxfordshire-i Deddingtonba vitte, és átadta Warwick earljének, Guy de Beauchamp-nak (1278–1315). Innen Warwick várába szállították át, és a Warwick melletti Blacklow-dombon lefejezték. 1315-ben – a király parancsára – ünnepélyes temetésben részesült a hertfordshire-i King's Langleyben.